# Rantau Bintang
Rantau Bintang is een bestuurslaag in het regentschap Aceh Tamiang van de provincie Atjeh, Indonesië. Rantau Bintang telt 893 inwoners (volkstelling 2010).